# Hypolycaena symmacha
Hypolycaena symmacha är en fjärilsart som beskrevs av Gustaaf Hulstaert 1924. Hypolycaena symmacha ingår i släktet Hypolycaena och familjen juvelvingar. Inga underarter finns listade i Catalogue of Life.